# Derviş Vahdeti
Derviş Vahdeti (Cipro, 1870 – Istanbul, 19 luglio 1909) è stato un politico ottomano appartenente all'ordine Naqshbandi. Fu la figura principale dell'incidente del 31 marzo e fu giustiziato il 19 luglio 1909 a causa del ruolo avuto.

## Biografia
Vahdeti nacque a Cipro nel 1870. Lì lavorò come Ḥāfiẓ e si unì all'ordine Naqshbandi o all'ordine di Bektaşi. Nel 1902 si stabilì a Costantinopoli dove iniziò a lavorare come funzionario pubblico. Dopo un po' fu esiliato a Diyarbakır e presto tornò a Costantinopoli. Cercò di continuare a lavorare nel suo precedente incarico, ma non gli fu dato.
Fondò un quotidiano intitolato Volkan nel 1908 per il quale chiese sostegno finanziario al sultano Abdulhamid. Tuttavia, la sua richiesta non fu accettata dal sultano. Fu a capo di un movimento islamista, l'Unione Muhammadan (Ittihad-i Muhammadi in turco ottomano), da lui fondato il 5 aprile 1908 e fu uno dei maggiori critici del Comitato dell'Unione e del Progresso (CUP). Il suo giornale agì anche come organo dell'Unione Muhammadan.
Il 13 aprile 1909 un gruppo di religiosi guidati da Vahdeti iniziò una rivolta contro la costituzione e il CUP, che è nota come incidente del 31 marzo in riferimento alla data islamica di quel giorno, cioè il 31 marzo 1325. Chiesero l'annullamento della costituzione, lo scioglimento del parlamento, l'espulsione dei membri del CUP che erano considerati atei, e l'attuazione della Sharia come costituzione dell'Impero. Vahdeti sostenne che il governo del CUP avrebbe posto fine all'Impero ottomano e danneggiato l'Islam. Egli chiese un'azione militare per realizzare gli obiettivi del gruppo. Durante gli eventi l'editore del Serbestî, Hasan Fehmi, fu ucciso il 6 aprile. Essi raggiunsero i loro obiettivi, e il sultano Abdulhamid approvò tutte queste richieste del gruppo che sostenne segretamente. Tuttavia, il CUP riconquistò presto il potere e Derviş Vahdeti fu arrestato a Costantinopoli il 18 aprile. Riuscì a fuggire, ma fu nuovamente arrestato il 25 maggio a Smirne. Fu condannato a morte per il suo coinvolgimento nell'Incidente del 31 marzo e fu giustiziato a Costantinopoli il 19 luglio 1909.